# HMS Hampshire (1903)
HMS Hampshire – brytyjski krążownik pancerny typu Devonshire.
Zwodowany 24 września 1903 roku, wszedł do służby 15 lipca 1905 roku.
Stacjonował na Dalekim Wschodzie.
11 sierpnia 1914 zdobył niemiecki statek handlowy, w tym okresie uczestniczył w polowaniu na krążownik SMS „Emden”.
W grudniu 1914 roku wszedł w skład 7 Eskadry Krążowników Grand Fleet. W listopadzie 1915 eskortował statki handlowe na Morzu Białym. Od 1916 w 2 Eskadrze Krążowników Grand Fleet. Uczestniczył w bitwie jutlandzkiej.
5 czerwca 1916 zatonął na minie ustawionej przez niemiecki okręt podwodny U-75 w pobliżu Orkadów. Na pokładzie był wówczas brytyjski minister wojny, lord Horatio Kitchener, który nie przeżył zatonięcia okrętu. Zginęło 650 osób, uratowało się jedynie 12. Okoliczności zatonięcia i obecność na pokładzie lorda Kitchenera dały asumpt do różnych niepotwierdzonych teorii spiskowych, zakładających sabotaż niemiecki lub nawet brytyjski.
Dane techniczne:
- pancerz:
  - burtowy - 152 mm
  - wieże artylerii głównej - 127 mm